# Aeroportul Karlskoga
Aeroportul Karlskoga (IATA: KSK, ICAO: ESKK) este un aeroport din Comuna Karlskoga, Örebro län, Suedia.
aeroportul dispune de 2 piste.

## Infrastructură

### Piste
Aeroportul dispune de 2 piste. Pista 03R/21L are suprafața de tarmac[*]. Pista 03L/21R are suprafața de Iarbă. 